# Східноєвропейська платформа

Східноєвропейська платформа (Руська платфо́рма) — одна з найбільших, відносно стійких ділянок континентальної земної кори, що належить до числа давніх (дорифейських) платформ.

## Загальний опис
Займає значну частину Східної та Північної Європи, від Скандинавських гір до Уралу і від Баренцового до Чорного і Каспійського морів.
Межа платформи проходить вздовж Тіманського кряжу і по узбережжю Кольського п-ова, а також по лінії, що перетинає Середньоєвропейську рівнину поблизу Варшави і йде через Балтійське море і південну частину півострова Ютландія.
У західній і центральній частині Руської плити, що лежить між Балтійським і Українським щитами, фундамент відносно піднятий і залягає неглибоко, місцями вище за рівень океану, утворюючи Білоруську і Воронезьку антеклізи. Від Балтійського щита їх відділяє Балтійська синекліза, а від Українського щита — система ґрабеноподібних западин Прип'ятсько-Дніпровсько-Донецького авлакогену. Східноєвропейська платформа сформувалася в пізньому протерозої.

## Фундамент платформи
Фундамент Східноєвпропейської платформи складений метаморфічними і магматичними породами докембрію, розчленованими глибинними розломами на тектонічні блоки, занурені на різну глибину. Найбільшими виступами фундаменту є Балтійський щит та Український щит. З фундаментом Східноєвропейської платформи пов'язані родовища металів, пегматитів, апатитів, зокрема залізної руди (Криворізький залізорудний басейн, Курська магнітна аномалія, Костомукша в Карелії, Кіруна в Швеції та ін. Від Балтійського щита їх відділяє Балтійська синекліза, а від Українського — система ґрабеноподібних западин Прип'ятсько-Дніпровсько-Донецького авлакогену.
З породами фундаменту пов'язані залізні руди (Криворізький залізорудний басейн, Курська магнітна аномалія (КМА), Костомукша в Карелії, Кіруна в Швеції та ін.), руди нікелю, міді, титану, слюди, пегматити, поклади апатиту (Хібінські родовища) та ін. Осадовий чохол містить поклади газу та нафти (Волгоуральська нафтогазоносна провінція, Прип'ятська і Дніпровсько-Донецька западини — Дніпрово-Прип'ятська нафтогазоносна провінція, Балтійсько-Переддобрузька нафтогазоносна провінція, Прикаспійська синекліза), родовища кам'яних і калійних солей (Верхньокамський соленосний басейн, Прип'ятський калієносний басейн тощо), викопного вугілля. 
Консолідація фундаменту припадає на пізній протерозой. Чохол платформи складений слабодеформованими осадовими, частково вулканічними породами від рифейського до антропогенового віку. З фундаментом пов'язані родовища металів, але підведений і залягає неглибоко, Львівсько-Волинський вугільний басейн, Донецький вугільний басейн, Підмосковний буровугільний басейн), фосфоритів, бокситів, вапняків, доломітів. Синоним — Руська платформа.

## Чохол платформи
Чохол Східноєвропейської платформи складений слабодеформованими осадовими, частково вулканічними породами від рифейського до антропогенового віку. З чохлом пов'язані родовища нафти, газу, вугілля, солей фосфоритів, чорних і рідкісних металів, мінеральних вод, фосфоритів, бокситів, вапняків, доломітів. Локалізація покладів газу та нафти — Волгоуральська нафтогазоносна провінція, Прип'ятська западина і Дніпровсько-Донецька западина, Прикаспійська синекліза, родовищ кам'яної і калійних солей — Верхньокамський соленосний басейн, Прип'ятський калієносний басейн та ін., викопного вугілля — Львівсько-Волинський вугільний басейн, Донецький вугільний басейн, Підмосковний вугільний басейн.